# Andréi Briujankov
Andréi Briujankov (Rýbinsk, 1991) es un deportista ruso que compite en triatlón. Ganó una medalla de plata en el Campeonato Africano de Triatlón de 2017, y una medalla de oro en el Campeonato Europeo de Triatlón de Media Distancia de 2019.

## Palmarés internacional
| Campeonato Africano | Campeonato Africano | Campeonato Africano | Campeonato Africano |
| Año                 | Lugar               | Medalla             | Prueba              |
| ------------------- | ------------------- | ------------------- | ------------------- |
| 2017                | Hammamet (Túnez)    | Medalla de plata    | Individual          |

| Campeonato Europeo | Campeonato Europeo    | Campeonato Europeo | Campeonato Europeo |
| Año                | Lugar                 | Medalla            | Prueba             |
| ------------------ | --------------------- | ------------------ | ------------------ |
| 2019               | Târgu Mureș (Rumania) | Medalla de oro     | Individual         |